# Нововладимировка (Васильевский район)
Нововладимировка (укр. Нововолодимирівка) — село, Михайловская поселковая община, Васильевский район, Запорожская область, Украина.
Код КОАТУУ — 2323355103. Население по переписи 2001 года составляло 220 человек.

## Географическое положение
Село Нововладимировка находится на расстоянии в 0,5 км от села Волковка и в 3,5 км от села Тополиное. Рядом с селом протекает 3-й Магистральный канал.

## История
- 1857 год — дата основания.